# Coenonympha ochracea
Coenonympha ochracea är en fjärilsart som beskrevs av Dyar 1902. Coenonympha ochracea ingår i släktet Coenonympha och familjen praktfjärilar. Inga underarter finns listade i Catalogue of Life.